# Катилевський Сергій Михайлович
Сергій Михайлович Катилевський (нар. 7 вересня 1953) — український радянський діяч, коваль виробничого об'єднання «Ворошиловградтепловоз» («Луганськтепловоз») Ворошиловградської (Луганської) області. Депутат Верховної Ради СРСР 11-го скликання (у 1988—1989 роках). Народний депутат СРСР у 1989—1991 роках.

## Біографія
Освіта середня.
У 1980-х роках — коваль ковальсько-пресового цеху виробничого об'єднання «Ворошиловградтепловоз» («Луганськтепловоз») Ворошиловградської (Луганської) області.
Член КПРС.
Потім — на пенсії у місті Луганську.